# Diecezja Celje
Diecezja Celje (łac. Dioecesis Celeiensis, słoweń. Škofija Celje) – katolicka diecezja słoweńska położona we wschodniej części kraju. Siedziba biskupa znajduje się w katedrze św. Daniela w Celju.

## Historia
Diecezja Celje została utworzona 7 kwietnia 2006 r. przez papieża Benedykta XVI na mocy konstytucji apostolskiej Sacrorum Antistites, z wydzielenia części parafii z diecezji mariborskiej, podniesionej do rangi archidiecezji i metropolii.

## Główne świątynie
- Katedra: Katedra Świętego Daniela w Celju
- Bazyliki mniejsze:
  - Bazylika Najświętszej Maryi Panny w Brestanicy
  - Bazylika Nawiedzenia Najświętszej Maryi Panny w Petrovčach

## Biskupi
- Biskup diecezjalny: Maksimilijan Matjaž
- Biskup senior: Stanislav Lipovšek